# Карпенко Олександр Борисович
Олекса́ндр Бори́сович Карпе́нко — солдат Збройних Сил України, учасник російсько-української війни.

## Життєпис
Працював старшим майстром по ремонту обладнання, ДТЕК «Зуївська ТЕС». З червня 2014-го працював на Бурштинській ТЕС — начальник по ремонту золонавантажувального цеху. Мобілізований в серпні 2014-го, номер обслуги, гранатометний відділ, 93-а окрема механізована бригада.
6 січня 2015-го загинув в часі мінометного обстрілу терористами українських позицій під Кримським.
Вдома лишилися дружина та дорослий син Кирило. 12 січня в Бурштині оголошено жалобу.

## Нагороди та вшанування
- Указом Президента України № 311/2015 від 4 червня 2015 року, «за особисту мужність і високий професіоналізм, виявлені у захисті державного суверенітету та територіальної цілісності України, вірність військовій присязі», нагороджений орденом «За мужність» III ступеня (посмертно)[1].
- Вшановується в меморіальному комплексі «Зала пам'яті», в щоденному ранковому церемоніалі 6 січня[2][3].